# Slackers
Slackers (Brasil: Mentiras & Trapaças / Portugal: Os Preguiçosos) é um filme estadunidense de comédia romântica de 2002 dirigida por Dewey Nicks e estrelada por Jason Schwartzman, Devon Sawa, Jason Segel, Michael Maronna, Jaime King e Laura Prepon. O enredo segue um estudante universitário nerd que chantageia um grupo de rapazes com seu conhecimento de que eles trapacearam durante a faculdade, e usa isso para se aproximar de uma jovem por quem ele é obcecado.

## Sinopse
Dave Goodman, Sam Schecter e Jeff Davis são melhores amigos que passaram quase quatro anos na Holden University tramando seu caminho através da faculdade. Durante um golpe de exame no semestre final, Dave descobre Ângela e a convida para sair enquanto escreve seu número de telefone em sua folha de exame. Ethan Dulles (que se autodenomina "Cool Ethan"), um colega obcecado por Angela a ponto de coletar cabelos soltos e fazer uma boneca de cabelo e ter fotos de vigilância e um santuário para Angela montado em seu dormitório, pega a folha de perguntas do exame depois que Ângela sai e usa isso para confrontar e chantagear os rapazes repetidamente para marcar um encontro de sucesso com Ângela para ele em troca de seu silêncio sobre o assunto. Os rapazes colocaram Ethan em várias situações na tentativa de convencer Ângela a gostar dele, enquanto Dave diz a Sam durante seu trabalho de pesquisá-la que Angela não é mais importante para ele do que qualquer outro golpe que eles fizeram. Ethan não consegue atraí-la após frequentes confrontos baseados em seu comportamento delirante, imaturidade e ignorância das normas sociais. Embora Ethan pareça um nerd solitário e inofensivo, ele é intrigante, psicoticamente obsessivo e irremediavelmente incompetente socialmente.
Enquanto tentam convencer Angela a sair com Ethan, Dave e Angela desenvolvem uma atração mútua. Depois de dizer a Ethan que não conseguiu convencer Angela a sair com ele, Ethan revela a Dave que está obcecado por Angela há algum tempo. Ele lembra a Dave que ainda pretende fazer com que Dave e seus amigos sejam expulsos se eles falharem com ele. Angela e Dave vão a um encontro improvisado após uma sessão de estudos. Ethan descobre, segue e os registra. Dave e Angela compartilham uma sessão romântica de natação e amor, o que faz com que Ethan percorra o campus em um acesso de raiva obsceno e infantil (mostrando assim que, embora Ethan esteja sozinho, ele não está de forma alguma pronto para um relacionamento). Em vingança, ele mostra a fita de Dave e Angela fazendo amor com Sam e Jeff para estabelecer que Dave pretende ficar com Angela para si. Sam e Jeff, descontentes com a desonestidade de Dave, entregam a pesquisa sobre Angela. Ethan usa esse arquivo para provar a Angela que Dave e seus amigos a estavam perseguindo ativamente. Isso faz com que Dave dê um soco no rosto de Ethan. Mas, no que diz respeito a Ethan, ele venceu e Angela é sua.
Depois de uma briga com todos, Dave retorna ao dormitório e admite para Sam e Jeff que ele honestamente se preocupa com Angela. Depois de fazer as pazes, os rapazes sabotam a entrevista de emprego de Ethan com um escritório de advocacia e, durante o exame final, enquanto Dave está contando a verdade para Angela na frente de toda a classe sobre sua carreira desonesta de trapaça na faculdade, Jeff planta uma chave de resposta na mochila de Ethan enquanto avisava o assistente de ensino que supervisionava o exame. No final, os rapazes são expulsos, mas Dave e Angela voltam a ficar juntos e Sam acaba em um relacionamento com a colega de quarto de Angela, Reanna Cass, enquanto Jeff falsifica seus diplomas da Holden University após Angela e Reanna se formarem. Ethan, agora miserável por ter perdido Ângela para sempre e também por ter sido expulso da faculdade depois que foi revelado que ele a estava perseguindo, continua a trabalhar no restaurante. O filme termina com ele cantando seu amor por Angela e seu ódio por Dave.

## Elenco
- Jason Schwartzman como Ethan Dulles
- Devon Sawa como Dave Goodman
- Jason Segel como Sam Schecter
- Michael Maronna como Jeff Davis
- Jaime King como Angela Patton
- Laura Prepon como Reanna Cass
- Jim Rash como Head T.A. Philip
- Retta como Bruna
- Leigh Taylor-Young como Valerie Patton, mãe de Angela
- Sam Anderson como Charles Patton, pai de Angela
- Joe Flaherty como Sr. Leonard
- Mamie Van Doren como Sra. Von Graaf

- Cameron Diaz como ela mesma (sem créditos)
- Gina Gershon como mulher no Trendy Club (sem créditos)

## Trilha sonora
O filme tem algumas faixas de Handsome Boy Modeling School (Prince Paul e Dan The Automator), incluindo "Holy Calamity" e "Rock & Roll (Could Never Hip-Hop Like This)". Tem uma performance instrumental sinfônica de "Baba O'Riley" do The Who tocando os créditos de abertura, bem como uma performance A Capella de "The Sign" de Ace of Base (cantada por um coro universitário) durante uma cena.

## Lançamento e recepção
Em junho de 2015, com base em 105 comentários recolhidos pela revisão do Rotten Tomatoes, Slackers recebeu uma média geral classificação de 10%, com uma pontuação média de 3,1 de 10. consenso crítico do site diz: "Outra comédia adolescente com pouco em sua mente, mas movendo-se para a próxima piada nojenta, Slackers se esforça para rir e apresenta personagens irritantes." No Metacritic, o filme detém 12/100 com base em 28 críticos, o que significa aversão avassaladora. Alguns críticos observaram o diálogo como positivo, mas não suficientemente bom para merecer atenção.
Slackers estreou em 11º na bilheteria com US$2.785.283, o 11º filme de maior bilheteria do fim de semana, e durou apenas duas semanas nos cinemas antes de fechar em 14 de fevereiro de 2002, com um total doméstico de US$5.285.941 e US$1.127.974 internacionalmente, fazendo um total de US$6.413.915.
Slackers foi comercializado principalmente como uma comédia obscena, em vez de uma comédia romântica, o que era justo com o conteúdo; Philip French comentou que "Slackers faz American Pie parecer The Importance of Being Earnest."
Roger Ebert, do The Chicago Sun-Times, concedeu ao filme uma nota zero em quatro estrelas e descreveu o filme como "um filme sujo. Não um filme sexy, erótico fumegante ou mesmo obsceno".